# キスベル
『キスベル』（KISSBELL）は、2012年12月14日に戯画から発売された18禁恋愛アドベンチャーゲームである。英語の副題は"Let's sound the kissing-bell of the promise."
2013年6月28日に通常版が発売された。2017年12月22日から2018年1月31日の間、低価格になった期間限定生産版が発売された。2020年6月26日には、本作と『ホチキス』『キスアト』を収録した『キストリロジー』が発売された。
2013年4月9日にはMobage版、4月24日にはGREE版、2014年4月11日にはにじよめ版が公開された。
家庭用ゲーム機向けとして、テイジイエル企画より2014年8月28日にPlayStation Vita版が発売。また、フルHD化したバージョンとしてエンターグラムより2020年8月27日にPlayStation 4版が、2022年3月31日にNintendo Switch版が発売された。PlayStation 4版とNintendo Switch版では『キストリロジー』も同時発売。

## 概要
『ホチキス』に次ぐ「キス」シリーズ2作目。
学園のクリスマス会を取り仕切るクリスマス委員会を舞台に、主人公とヒロイン達の交流を描く物語である。
ディレクターのkousuiによれば、『ホチキス』で好評だった作品舞台やヒロイン達のやわらかい雰囲気を受け継ぎ、ヒロイン達とのコミュニケーションを楽しむ作品を目指して制作された。
PS Vita版では、新規ヒロイン2名が追加され、既存のヒロイン4名のストーリーにもエピローグが追加されている。

## ストーリー
（出典：）
江子田（えこだ）学園2年の江田市生は、秋の文化祭で大騒ぎを起こしてしまい、罰として12月のクリスマス会を取り仕切るクリスマス委員会へ入れられてしまう。委員会の個性的なメンバーと共に、クリスマス会へ向けて市生のドタバタな毎日が始まる。

## 登場人物
（出典：）

### 主人公
江田 市生（えだ いちお）
本作品の主人公。江子田学園2年A組。長期出張中の父親に母親もついて行ってしまったので、自宅で一人暮らし。料理はやらず、時折清詞に食事を作ってもらっている。お祭り好きなお調子者で、損なことも素直に引き受けて頑張るが、頭を使うことは苦手。みんなでバカをやるのが好きなため、過去に様々な事件を起こしている。文化祭の後片付けの際に、とある事情で廊下を全裸で走って女の子を追いかける事件を起こしてしまい、罰として朋子にクリスマス委員会へ入れられた。

### 江子田学園クリスマス委員会（ヒロイン）
江子田学園はミッション系の学園で、敷地内の聖堂では日曜日や時節に合わせて様々な儀式が行われる。クリスマス委員会は、12月に開催される学生自主行事のクリスマス会を取り仕切る組織。秋の選挙で選ばれた新生徒会長と学生有志が会を結成して準備するのが伝統で、言わば新会長のテストの場となっている。今年の委員会は市生と4人のヒロイン達をメインに構成され、放課後に会室（旧礼拝堂）へ集まりクリスマス会の準備を進めている。
高幡 ちはる（たかはた ちはる）
声：森野まりあ
T158/B86(D)/W57/H82
学園2年A組。市生のクラスメイト。秋の生徒会選挙で夕美に推薦され、新生徒会長に当選した。親しみやすく頑張り屋だが、おだてられるとつい調子に乗って何でも引き受けてしまい、後悔することもしばしば。クリスマス委員会でも市生や彩乃にいろいろいじられ、エリには「しっかりしてください」とたしなめられることが多い。
長津田 夕美（ながつだ ゆみ）
声：あじ秋刀魚
T160/B88(E)/W58/H83
学園2年A組。市生のクラスの委員長。ちはるの親友で、クリスマス委員会でちはると一緒になった市生を監視するため、自分も委員会を手伝うことにした。静かな平穏を好むため、数々の前科がある市生を警戒している。きっちり細かい仕事が得意で、クリスマス委員会では会計を務め、細かい仕切りやチェックを担当する。
梶矢 彩乃（かじや あやの）
声：かわしまりの
T164/B91(F)/W59/H85
学園3年。イタズラ好きで市生をよく巻き込んで学園の騒動の中心になっている。市生を昔から弟分として可愛がっており、彼には「彩乃姉さん」と呼ばれている。クリスマス委員会には昨年も朋子の手伝いで参加していた。天才肌で勉強はもちろん料理なども得意で、力仕事も苦にせず、そのせいか大食いで学校帰りによくラーメン屋に通う。
宮前 エリ（みやまえ えり）
声：香山いちご
T154/B82(B)/W54/H81
学園1年E組。生真面目で融通が利かない風紀委員で、クリスマス委員会でも他のメンバーの歯止め＆突っ込み役。年下で小柄なせいかよく彩乃にいじられている。文化祭で市生が全裸で追い回してしまった張本人で、話を聞いて事情は理解したものの、市生を今一つ信用できずにいる。

### 追加ヒロイン
PS Vita版の追加ヒロイン。
月見 若菜（つきみ わかな）
声：伊藤かな恵
T162/B89(E)/W59/H85
学園3年。前生徒会副会長。落ち着いて包容力がある。朋子と共に前年のクリスマス委員会に参加していた。彩乃の友達で、市生のことも以前から知っている。
渋谷 みつば（しぶや みつば）
声：東山奈央
T151/B90(G)/W55/H82
学園1年。素直で無邪気で元気な性格。小柄で童顔なため周囲からよく子ども扱いされるが、本人はそれが気に入らない。アナウンサー志望で放送部に入っており、1年生ながら校内放送のパーソナリティをよく任されている。放課後は部活とアルバイトに精を出し、そのせいで成績は壊滅的。

### サブキャラクター
溝口 朋子（みぞぐち ともこ）
声：桜ちとせ
学園3年。校内美少女ランキングで三年間上位に君臨し、生徒達に人気の前生徒会長。しかし中身はドSで、猫を被って態度を使い分ける策略家。お目付役としてクリスマス委員会を補佐している。
堀之内 清詞（ほりのうち せいじ）
声：野々村紗夜
学園2年で市生と同級。少女マンガに出てきそうな美男子で、弓道部に所属。両親が共働きのため料理も得意で、時々市生の家へ遊びに行って御飯を作ったりしている（そのため一部の女子から妄想されている）。クリスマス委員会のサポートメンバー。
黒洲 満良（くろす みつよし）
声：中里圭太
学園の教頭。のんびり寛容な性格。クリスマス委員会の顧問で、白髪で恰幅がいい見た目から、クリスマス会では毎年サンタクロース役を務めている。

## スタッフ
（出典：）
- キャラクターデザイン・原画：みことあけみ（担当：ちはる、彩乃）、marui（夕美）、タケイオーキ（エリ）、小島紗（PS Vita）
- サブキャラクターデザイン・原画：sue
- シナリオ：森崎亮人、渡辺僚一、玖保田桂吾、森廣達哉（PS Vita）
- 音楽：羽鳥風画
- ムービー：sleepwalker
- ディレクター：kousui

## 主題歌
（出典：）
PC版メインテーマ「恋空」
歌：真理絵 / 作詞：marie / 作・編曲：羽鳥風画
PS Vita版メインテーマ「Kissing Bell♪」
歌：渋谷みつば（東山奈央） / 作詞：ayachi / 作・編曲：岩橋星実（Elements Garden）
エンディングテーマ「Snowing Love」
歌：安田みずほ / 作詞：安田みずほ / 作・編曲：Manack
- PC初回限定版特典のオリジナルサウンドトラック『SMILE KISS』に、「恋空」「Snowing Love」のフルバージョンとBGM全曲が収録。
- PS Vita初回限定版特典のマキシシングル『Kissing Bell♪』に、「Kissing Bell♪」のフルバージョンが収録。